# Rosenthaler Wohnturm

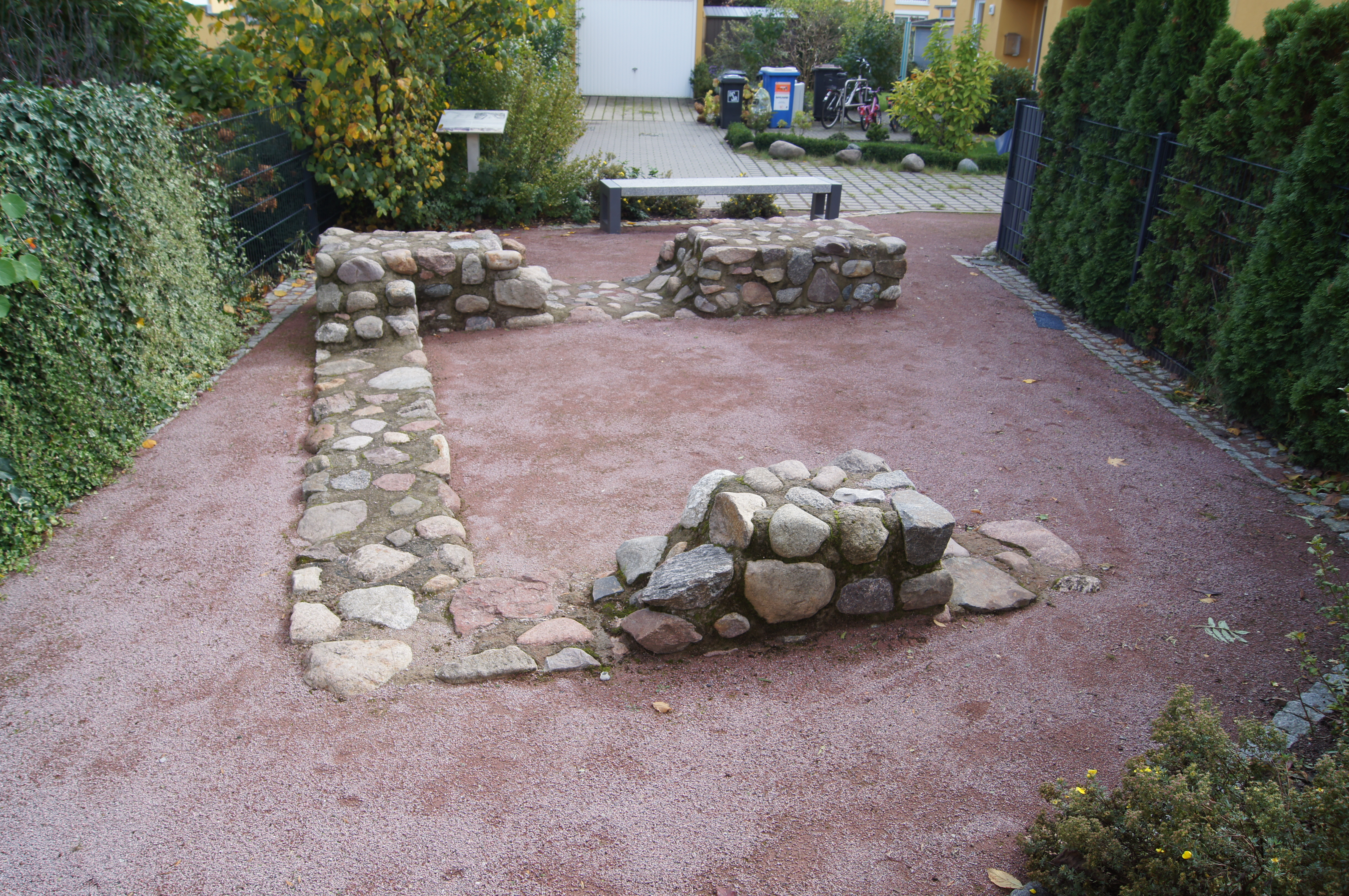
Reste des Feldsteinfundaments des Wohnturms Rosenthal im Oktober 2017

Der Rosenthaler Wohnturm war ein Wohnturm nahe dem Anger des heutigen Berliner Ortsteils Rosenthal, der aus der zweiten Hälfte des 13. Jahrhunderts stammte. Die 1998 östlich der Rosenthaler Dorfkirche entdeckten Reste des Feldsteinfundamentes wurden 2012 zum Bodendenkmal erklärt.

## Geschichte des Grundstücks

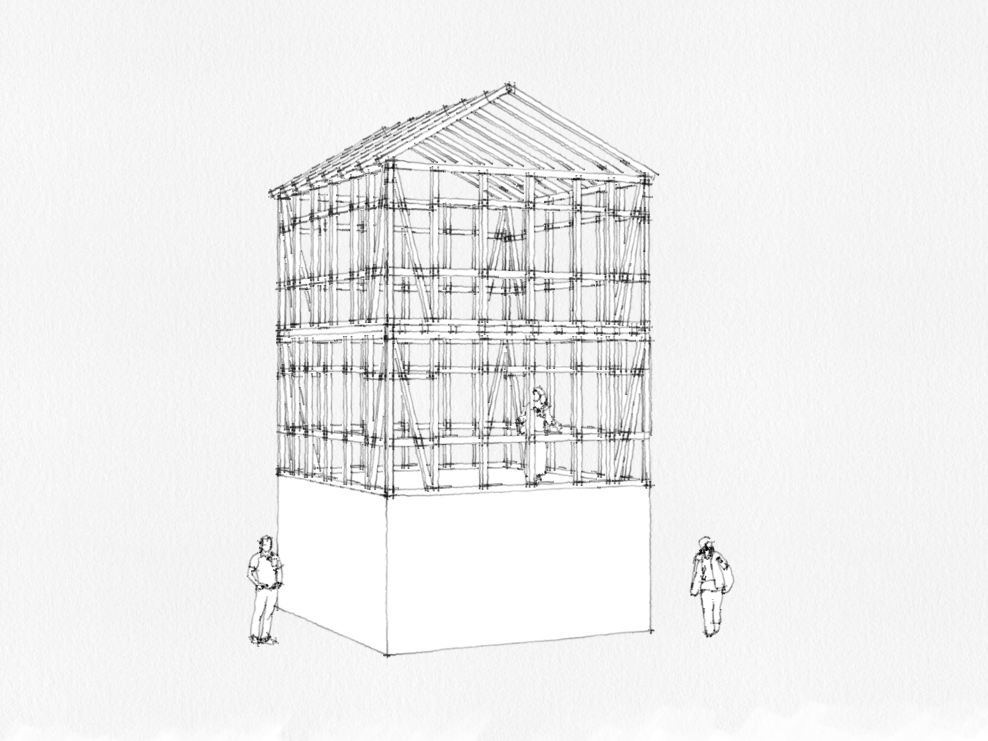
Spekulative Rekonstruktion des Rosenthaler Wohnturms

Schloss Rosenthal zwischen 1701 und 1710. Radierung von Jean Baptiste Broebes.

Aus der Gründungszeit des mittelalterlichen Angerdorfes Rosenthal ist wenig bekannt. 1356 wurde der Ort als Rosendalle erstmals erwähnt. Im Landbuch Karls IV. von 1375 wurden die genauen Besitzverhältnisse aufgeführt. Die wichtigsten Rechte in Rosenthal besaß die Familie von Krummensee, so einen Teil der Pacht, die Bede, den Wagendienst sowie die hohe Gerichtsbarkeit. Diese Rechte wurden der Familie im Jahre 1416 und im Landschoßregister von 1451 noch einmal bestätigt. Der bis 1998 vergessene Niederadelssitz in Rosenthal wird daher der lange hier ansässigen Familie von Krummensee zugeschrieben. 1547 ging die Burg an Michel Happe von Hapberg über. Er schuf durch Auskauf die Grundlagen für ein Rittergut. 1567 erwarb Kurfürst Joachim II. Dorf und Rittergut für seine Geliebte Anna Sydow. 1574 wurde die Burg eingezogen und der Familie von der Gröben übergeben. Danach hatte sie verschiedene Eigentümer. Ab 1694 war die Burg wieder landesherrlich, das heißt im Eigentum der Hohenzollern und dem Domänenamt Niederschönhausen zugeordnet. König Friedrich I. ließ auf dem Gelände des Gutshofs ein kleines Lustschloss und einen Park anlegen. Von dieser Anlage sind ein Grundriss auf einer Karte von 1707 sowie eine Zeichnung von Jean Baptiste Broebes aus der Zeit zwischen 1701 und 1710 erhalten, die 1737 veröffentlicht wurde. Beide Darstellungen weichen stark voneinander ab. Archäologische Ausgraben legten die Vermutung nahe, dass die Karte von 1707 nur ein Entwurf war. Eine Beschreibung des Schlosses von 1754 bezeichnet es schon als völlig zerfallen. Auf einer Karte von 1780 sind Schloss und Garten verschwunden. Das Gelände wurde danach als Gutshof genutzt, mit wechselnder Bebauung. Nach 1990 wurde bis auf drei denkmalgeschützte Gebäude aus dem 19. Jahrhundert alles abgerissen.

## Ausgrabungen 1998
1998 gab die Wohnungsbaugesellschaft Gewobag als Grundstückseigentümer archäologische Untersuchungen in Auftrag, da sie für das gesamte Grundstück einen Bauantrag für einen Wohnpark gestellt hatte.
Bei den Ausgrabungen vom 14. April bis zum 28. August 1998 wurden zahlreiche Fundamentreste des Schlosses dokumentiert. Von dem 20.000 Quadratmeter großen Gelände waren zwei Drittel archäologisch nicht relevant, da das Gebiet bis zur Anlage des Nordgrabens eine feuchte Niederung war, die als nicht bebaubar galt. Die Ausgrabung beschränkte sich auf den unmittelbaren Hofbereich vor der ehemaligen Landarbeiterkaserne sowie auf den Bereich vom Gutshaus bis zur Nordgrenze des Grundstücks. Mit den Resten eines Kellers fanden sich auch mittelalterliche Siedlungsspuren. Eine quadratische Balkenkonstruktion war mit Spaltbohlen verschalt und zum Teil mit Holzdielen ausgelegt. Die noch vorhandenen Holzteile waren verkohlt und dadurch gut erhalten. Eine dendrochronologische Untersuchung ergab das Fälldatum 1230. Damit gehörte der Keller wohl zu einem der ersten Häuser, die deutsche Einwanderer in dem damals slawisch besiedelten Gebiet errichteten.
Nur wenige Meter entfernt wurde das 5 × 5 Meter große Feldsteinfundament eines Wohnturmes entdeckt. Die Wandstärke variierte zwischen 80 und 100 cm. Die bis zu 70 cm starken Feldsteine auf der Innenseite waren behauen und geglättet. Als Bindemittel hatte man ausschließlich Lehm verwendet. Der südliche Teil des Fundaments war durch einen im Zweiten Weltkrieg angelegten Splittergraben (Schützengraben in Zickzackform) zerstört worden. Etwa zwei Meter neben dem Fundament des Wohnturms befand sich ein weiteres Feldsteinfundament, das ursprünglich mit dem Keller verbunden war. Das fehlende Stück war beim Verlegen eines Abwasserrohres entfernt worden. Von diesem Anbau, wahrscheinlich dem Rest des Treppenturmes, führt ein Eingang zum Keller. Aus der Verfüllung wurden zahlreiche Gebrauchs- und Ofenkeramikreste, Eisengegenstände, Tierknochen sowie weitere ehemals zu dem Fundament gehörende Feldsteine geborgen. Dieser Befund verweist auf einen Wohnturm, der einem Adligen als Wohnsitz diente. Die in der Baugrube und den untersten Schichten gefundene Keramik datierte den Turm in die zweite Hälfte des 13. Jahrhunderts. Da das Gelände des Gutshofs mehrmals erheblich umgestaltet wurde, fanden sich kaum Spuren einer den Turm umgebenden Befestigung. Es wurden nur etwa zehn Meter Flechtwerkzaun sowie Reste einer Feldsteinmauer nachgewiesen. Mit einiger Sicherheit konnte das Ende des Turmes festgelegt werden: Die in den obersten Schichten gefundene Keramik stammte aus dem ausgehenden 17. Jahrhundert, woraus geschlossen wurde, dass der Abbruch des Gebäudes und die Überpflasterung der noch sichtbaren Reste im Zusammenhang mit dem Bau des Schlosses um 1690 stand. Ob der Turm in seiner fast vierhundertjährigen Existenz ausschließlich als Wohnung genutzt wurde, ließ sich nicht feststellen. Er wurde in jedem Fall mehrmals umgebaut oder repariert. So wurde zum Beispiel der Kellereingang wahrscheinlich im 14. oder 15. Jahrhundert zugemauert, und es fand sich Keramik aus dem 16. Jahrhundert im Mauerwerk, die man hier bei Reparaturen verwendet hatte.

## Ausweisung als Bodendenkmal

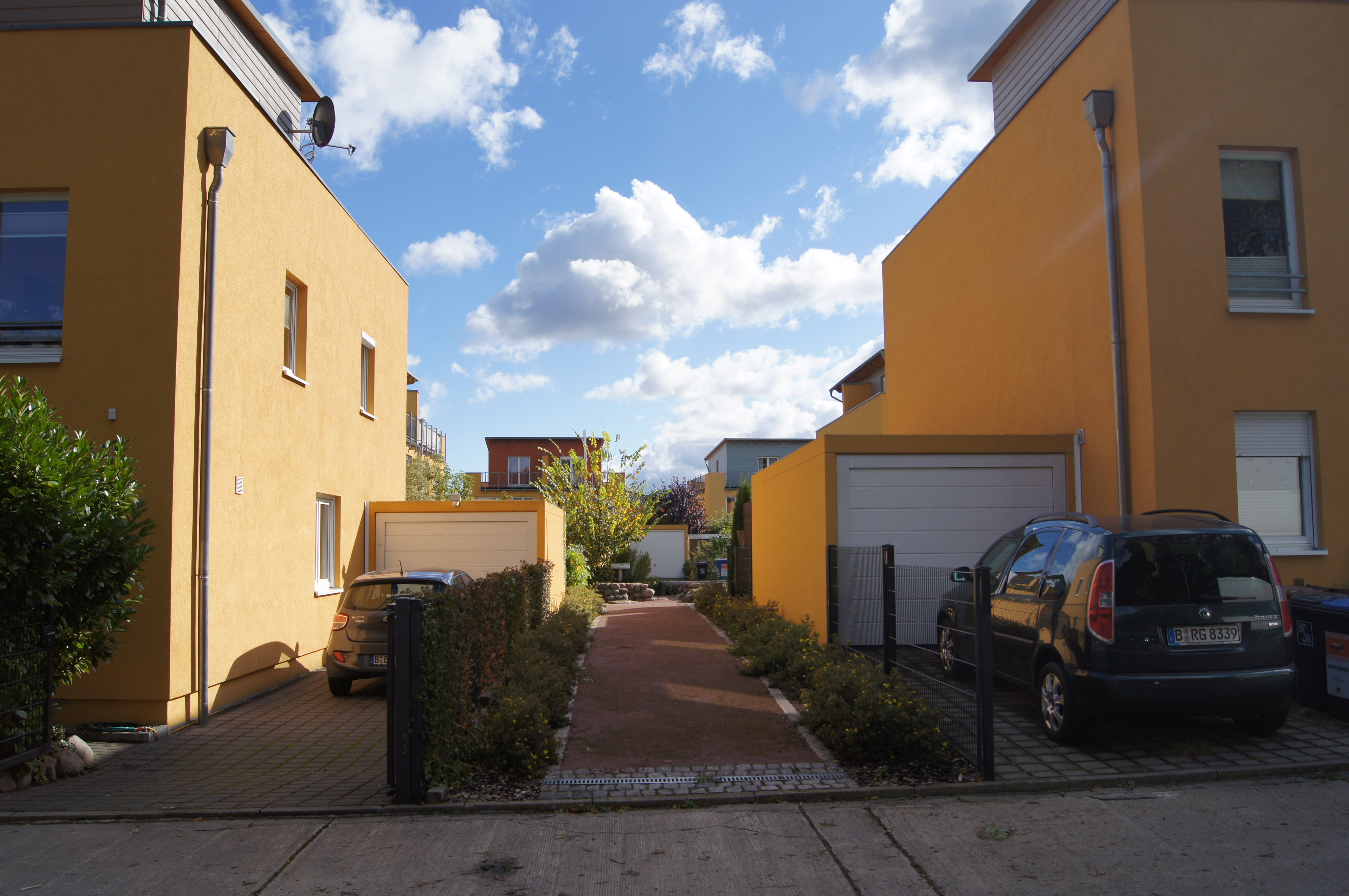
Zugang zum Bodendenkmal zwischen den Häusern Hauptstraße 145 C und 145 D

Das Bauprojekt der Gewobag, dessentwegen die archäologischen Untersuchungen beauftragt worden waren, wurde letztendlich nicht umgesetzt. Die Gewobag verkaufte das Grundstück an den Bau- und Immobilienkonzern NCC. Dieser plante Reihen- und Doppelhäuser. NCC hatte aber auch Interesse daran, die mittelalterliche Geschichte Rosenthals darzustellen. Deshalb wurde das Feldsteinfundament freigelegt, restauriert und allgemein zugänglich gestaltet. NCC ließ zusätzlich eine Informationstafel aufstellen. Am 28. November 2012 um 10 Uhr wurde das Bodendenkmal durch den Bezirksstadtrat für Stadtentwicklung Jens-Holger Kirchner gemeinsam mit Vertretern des Bau- und Immobilienunternehmens NCC Deutschland GmbH, der Unteren Denkmalschutzbehörde und des Bürgervereins Dorf Rosenthal e. V. eingeweiht. Der Zugang zum Bodendenkmal befindet sich zwischen den Grundstücken Hauptstraße 145 D und 145 C.

## Vergleichbare Anlagen
Wohntürme waren im Gegensatz zu Wehrtürmen weniger zur Verteidigung gedacht. Diese frühe Form des Hochhauses zeigte vielmehr die gehobene gesellschaftliche Stellung des Besitzers gegenüber den anderen Dorfbewohnern. In Rosenthal war auf einem fünf mal fünf Meter großen Fundament im Umfeld weiterer Gebäude ein zweistöckiger Fachwerkbau errichtet worden. Der Rosenthaler Wohnturm ist der einzige Fund dieser Art in der Region, der noch erhalten ist. In den 1960er und 1970er Jahren wurden ein weiterer Turm in Berlin-Mariendorf und ein 100 Jahre jüngerer Turmbau in Berlin-Tempelhof nachgewiesen. Deren Reste sind im Zuge von Bauarbeiten beseitigt worden. Im Brandenburger Umland hat sich bei Ausgrabungen in ehemaligen mittelalterlichen Dörfern bisher kein solcher Fund ergeben.